# 삼현여자중학교
삼현여자중학교(三賢女子中學校)는 대한민국 경상남도 진주시 상평동에 있는 사립 중학교이다.

## 학교 연혁
- 1970년 6월 11일 : 학교법인 삼현학원 설립인가(설립자 아천 최재호 박사)
- 1970년 12월 31일 : 삼현여자중학교 12학급 인가
- 1971년 3월 8일 : 개교식(4학급) 초대 최재호 교장 취임
- 1971년 3월 17일 : 초대 이사장 최재형 선생 선출
- 2008년 4월 11일 : 제5대 이사장 최문석 선생 취임
- 2014년 10월 10일 : 보건관 및 급식소 완공
- 2018년 3월 1일 : 학칙변경 30학급 인가
- 2022년 9월 1일 : 제14대 심재명 교장 취임
- 2023년 1월 5일 : 제50회 졸업식 (졸업생 281명, 누계 23,598명)

## 참고 자료
- 삼현여자중학교 - 한국교육학술정보원 학교알리미